# رناتو تریولا
رناتو تریولا (انگلیسی: Renato Traiola؛ زادهٔ ۱۹ دسامبر ۱۹۲۴) بازیکن واترپلو اهل ایتالیا است.